# Lenda da Caldeira de Santo Cristo

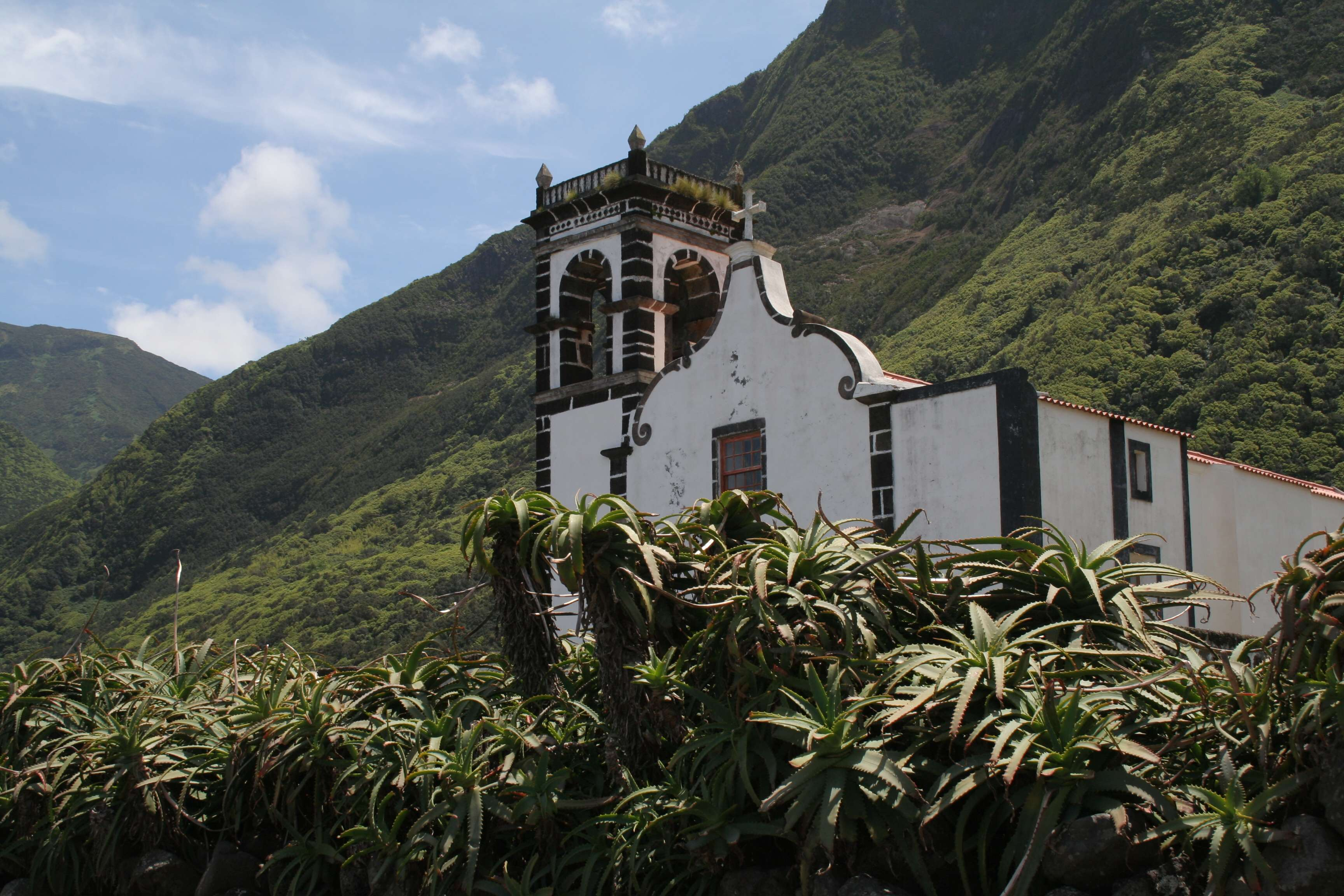
A igreja na Fajã de Santo Cristo, ilha de São Jorge.

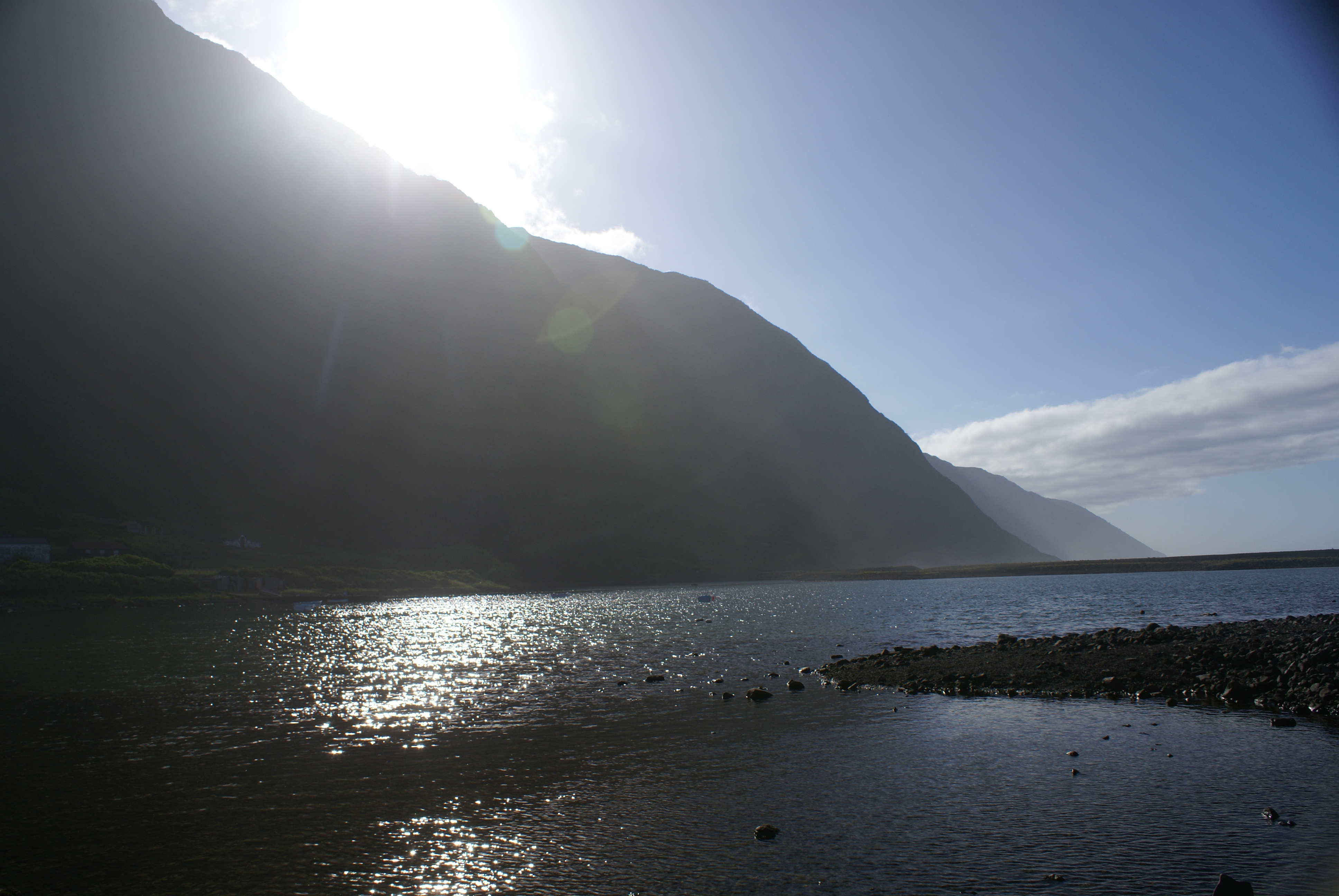
Fajã de Santo Cristo, lagoa.

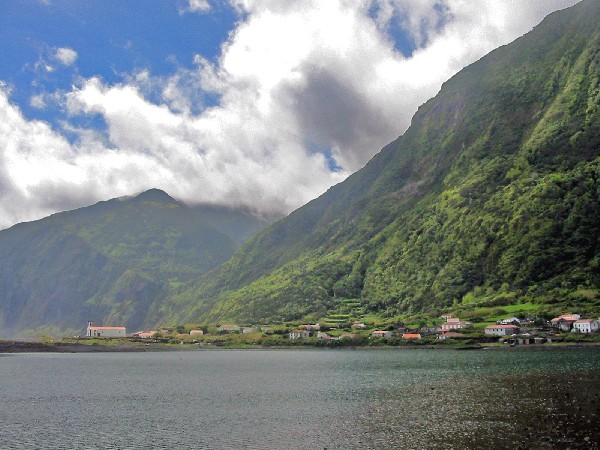
Fajã de Santo Cristo, ilha de São Jorge.

A Lenda da Caldeira de Santo Cristo é uma tradição da ilha de São Jorge, nos Açores. Relaciona-se às crenças populares numa terra onde a luta do homem com a natureza foi constante e onde, por séculos, as necessidades básicas do dia-a-dia foram prementes.

## Lenda
Há muito tempo atrás, junto à Lagoa da Fajã de Santo Cristo, um homem desceu à Fajã da Caldeira de Santo Cristo, como acontecia nesse tempo quase diariamente e ainda hoje acontece com alguma frequência, para trazer o gado a pastar. Era uma alternância anual entre as altas pastagens das serras e o clima ameno das fajãs.
Para muitas famílias, era nas fajãs que se encontrava o sustento diário: lapas, amêijoas, polvos, moreias, agriões, inhame e outros alimentos que a natureza dava e dá sem que o homem tenha de os cultivar. Para chegar às fajãs era preciso descer longos caminhos estreitos ao longo das altas falésias, autênticas veredas tortuosas e apertadas como os difíceis caminho das montanhas.
Tendo então o pastor deixado o gado a pastar, para ocupar o tempo livre, foi para a margem da lagoa, onde começou a apanhar lapas para o almoço. Junto da lagoa de águas salgadas, mornas e tranquilas encontrou também muitas amêijoas que aproveitou para apanhar.
Sentou-se um pouco a descansar junto da lagoa antes de ir pescar, sentindo as pernas a tremer com o esforço da descida da falésia. Ao passar o olhar pelas águas da lagoa, reparou num objecto a flutuar junto da margem mais afastada junto ao mar, que lhe pareceu ser de madeira trabalhada, esculpida.
Ao investigar, deparou-se com uma imagem do Senhor Santo Cristo. Surpreendido com o achado, pegou na imagem, molhada e inchada de estar na água, e levou-a para terra seca. Ao fim do dia, quando voltou para casa fora da fajã, levou a imagem e colocou-a imagem em local de destaque numa das melhores salas da sua casa. E quando a família se foi deitar, fê-lo satisfeita com a presença do Santo Cristo em casa.
Quando a manhã despontou e a família se levantou para dar início a outro dia de trabalho, o Santo Cristo desaparecera. Depois de procurarem por toda a casa e de já terem dado as buscas por terminadas, ele foi de novo encontrado, dias depois, na mesma fajã e local onde tinha sido encontrado da primeira vez. Foi levado várias vezes para o povoado fora da rocha, e durante a noite a imagem voltava sempre a desaparecer, até que alguém disse: "O Santo Cristo  quer estar lá em baixo na fajã à beira da caldeira, pois que assim seja".
O povo decidiu então juntar-se para construir uma igreja. Começaram os preparativos para as obras, com o objectivo de levantar a igreja do outro lado da lagoa. No entanto, quando foram para pegar nas pedras estas não se mexiam, era como estivessem coladas ao chão. "O senhor Santo Cristo quer ficar onde foi encontrado", disse alguém. Alguns meses depois e com muito sacrifício, a igreja estava terminada e a imagem colocada no seu altar. Aquela fajã passou a chamar-se Caldeira do Santo Cristo.
À volta deste estranho acontecimento o povo começou a fazer uma festa em honra do seu santo. Os festejos incluem festas religiosas e festas profanas, canta-se e baila-se. É rezada uma missa e feita uma procissão. Os homens da localidade começaram a entoar uma canção que rapidamente entrou na voz popular.

“O Senhor Santo Cristo
Onde foi fazer morada?
Para a rocha da Caldeira
perto da água salgada.”

— Quadra popular sobre o Senhor Santo Cristo
Conta ainda a lenda que o padre da aldeia que vivia fora da fajã e não se desejava deslocar a ela para rezar a missa, resolveu um dia que havia de levar a imagem novamente para fora da fajã. Tentou pegar na imagem para a tirar do altar e a levar, mas ficou com o pés colados ao chão e sem se conseguir mexer. O padre terá então dito ao sacristão:"Ajuda-me aqui que eu não posso andar". O sacristão bem tentou, mas por fim confessou: "Ó senhor padre, eu também não consigo dar passada!" "Então deixa-se o santinho aqui" disse o padre.
Instantes depois do padre desistir de levar a imagem, os seus pés e pernas ficaram ágeis. Perante isto, o padre e todas as pessoas se convenceram que era ali que santo Cristo tinha de ficar para todo o sempre.